# 23769 Russellbabb
23769 Russellbabb è un asteroide della fascia principale. Scoperto nel 1998, presenta un'orbita caratterizzata da un semiasse maggiore pari a 2,4606595 UA e da un'eccentricità di 0,1119420, inclinata di 8,27973° rispetto all'eclittica.